# Selidosema mauretania
Selidosema mauretania är en fjärilsart som beskrevs av Eugen Wehrli 1953. Selidosema mauretania ingår i släktet Selidosema och familjen mätare. Inga underarter finns listade i Catalogue of Life.